# Accidente de Mihama

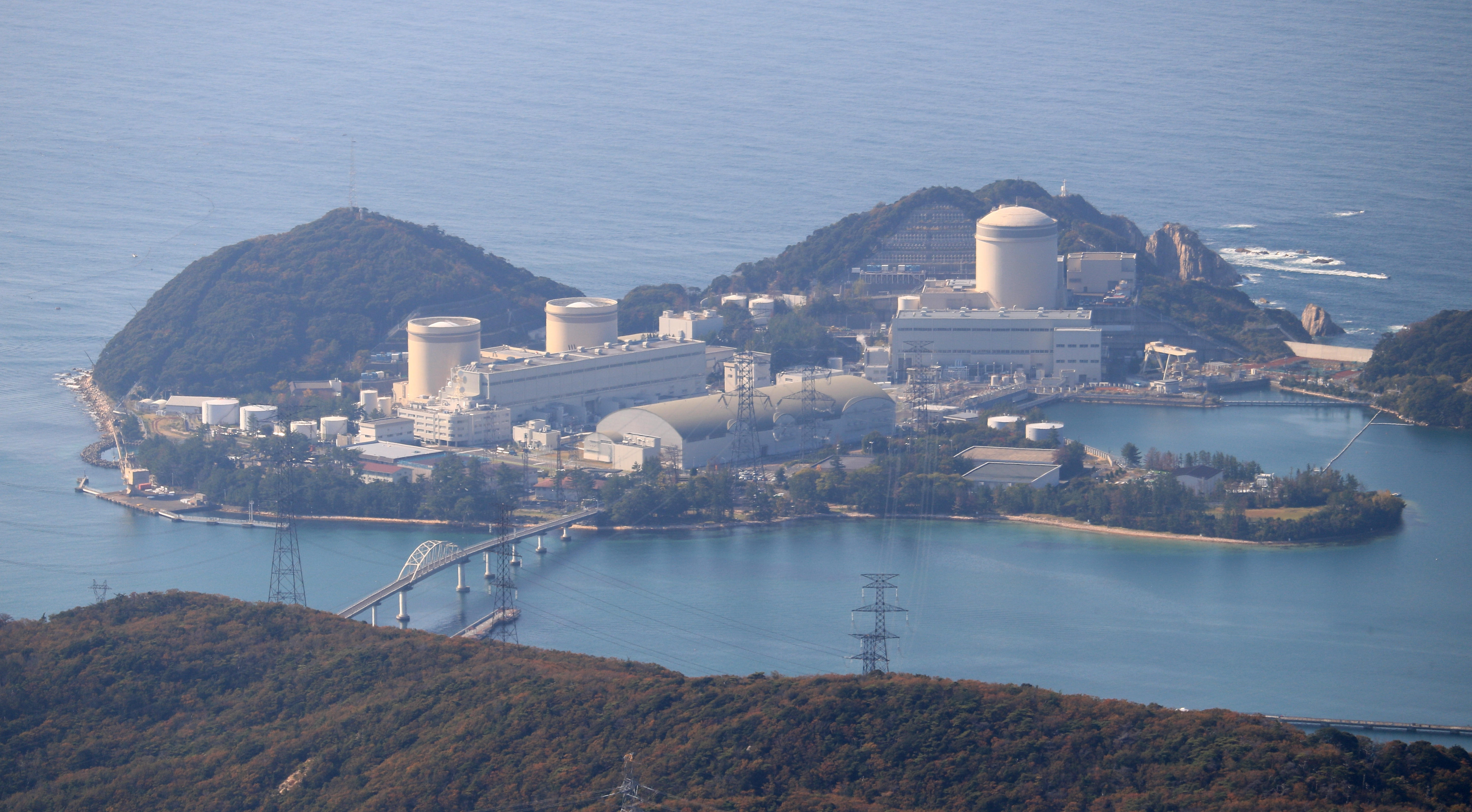
Imagen de la planta

El accidente de Mihama tuvo lugar el 9 de agosto de 2004, en la central nuclear de Mihama, cuando cinco empleados murieron y otros seis sufrieron graves quemaduras al producirse un escape de vapor no radiactivo, siendo el segundo accidente más grave de la historia nuclear de Japón hasta el Accidente nuclear de Fukushima I.
El siniestro sucedió a las 15:28  cuando el funcionamiento de uno de los tres reactores de la central, el número 3, así como de una turbina, se interrumpió automáticamente a causa de una alerta de origen desconocido.
El vapor se escapó entonces en la sala de turbinas, hiriendo a las personas que se encontraban allí. La temperatura del vapor alcanzó los 200 grados. La central de Mihama, a 350 km al oeste de Tokio, tiene reactores de agua presurizada de 826 000 kW de capacidad cada uno.
La falla se debió al desgaste interno de las paredes de las cañerías, que habían perdido el 85% de su espesor, y que no se revisaban desde 1976.
.

## 2 de septiembre de 1991
La Unidad 2 de generación de vapor rompió un tubo, poniendo en marcha el Protocolo Radiactivo SCRAM con plena activación del Sistema de Emergencia de Enfriamiento.  Finalmente, una pequeña cantidad de radiación fue lanzado hacia el exterior.